# Xolile Yawa
Xolile Yawa (29 september 1962) is een voormalige Zuid-Afrikaanse langeafstandsloper. Hij werd meervoudig Zuid-Afrikaans kampioen op de 10.000 m en de halve marathon. Hij liep diverse bekende marathons, waarbij zijn beste prestatie het winnen van de marathon van Berlijn is. Met een PR van 27.39,65 is hij achter Hendrick Ramaala de tweede snelste Zuid-Afrikaan op de 10.000 m.

## Loopbaan
Op de Olympische Spelen van 1992 in Barcelona werd Yawa dertiende op de 10.000 m in 28.37,18, nadat hij eerder in de kwalificatieronde 28.28,78 had geklokt. Op de Afrikaanse kampioenschappen in Belle Vue Mauricia dat jaar won hij een bronzen medaille op de 10.000 m. Met een tijd van 28.27,82 eindigde hij achter de Keniaan Josphat Machuka (goud; 27.59,70) en zijn landgenoot Matthews Motshwarateu (zilver; 28.27,82).
Yawa vertegenwoordigde Zuid-Afrika ook op de Olympische Spelen van 1996 in Atlanta. Op de wereldkampioenschappen van 1997 in Athene was zijn tijd van 2:18.37 op de marathon genoeg voor een twaalfde plek.

## Titels
- Zuid-Afrikaans kampioen 10.000 m - 1985, 1986, 1987, 1988, 1989, 1990, 1992, 1994, 1996
- Zuid-Afrikaans kampioen halve marathon - 1986, 1988

## Persoonlijke records
| Onderdeel      | Prestatie | Datum             | Plaats        |
| -------------- | --------- | ----------------- | ------------- |
| 10.000 m       | 27.39,65  | 12 december 1987  |               |
| halve marathon | 1:01.48   | 20 september 1992 | South Shields |
| marathon       | 2:10.22   | 2 april 1995      | Londen        |

## Palmares

### 10.000 m
- 1992:  Afrikaanse kamp. - 28.27,82
- 1992: 13e OS - 28.37,18 (in serie 28.28,78)

### halve marathon
- 1992: 11e WK in South Shields - 1:01.48

### marathon
- 1993: 13e Boston Marathon - 2:15.28
- 1993:  marathon van Berlijn - 2:10.57
- 1994: 4e marathon van Kyong-Ju - 2:11.54
- 1995: 4e Londen Marathon - 2:10.22
- 1995: 6e marathon van Berlijn - 2:11.56
- 1997: 7e marathon van Tokio - 2:13.38
- 1997: 12e WK in Athene - 2:18.37
- 1998: 21e marathon van Tokio - 2:21.54
- 2000: 6e marathon van Houston - 2:16.24,4